# Черевички (опера)

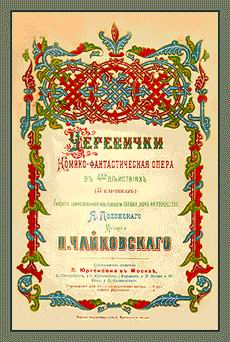
Обкладинка першого видання опери

«Черевички» (рос. «Черевички») — коміко-фантастична опера на 4 дії 8 картин російського композитора Петра Чайковського. Лібрето Якова Полонського за повістю Миколи Гоголя «Ніч перед Різдвом».
У першій редакції 1874 року опера мала назву «Коваль Вакула» (рос. "Кузнец Вакула"), розгорталася у 3-х діях. Опера 18 разів ставилася у Москві, проте 1885 року автор створив нову редакцію, дещо спростивши деякі елементи музичного полотна, а також додавши арії Вакули «Слышит ли девица», пісеньку «Шкільного вчителя» і куплети Світлішого.
В другій, остаточній редакції, в якій опера отримала сучасну назву, вона була вперше поставлена у Большому театрі 19 січня 1887 року під керівництвом автора.
Написана на гоголівський сюжет, ця опера стала одним із багатьох творів П. І. Чайковського, в якому автор звертається до України, її мальовничої природи, пісенності, традицій, говору, звичаїв українського народу. Автор використав різнобарвну палітру жанрів української народної музики, від танцювальних (наприклад гопак у сцені Біса і Солохи) до епічних (наприклад дума в основі арії Вакули «Слышит ли девица сердце твое…»).

## Сюжет
Дія опери розгортається у Диканьці та Петербурзі кінця XVIII століття.

### І дія
1 картина: Зимова Диканька в місячну ніч. Відьма Солоха охоче приймає залицяння Біса, з яким вони домовляються політати на помелі. Біс жадає помститися Вакулі, синові Солохи, за те, що той його намалював так, що «Іноді чорти регочуть здуру». От він і вирішив нагнати буру й тим самим затримати в будинку Чуба, батька Оксани, дівчину, до якої Вакула небайдужий, щоб молоді не могли побути на самоті. «Гей ви, вітри буйні, — заклинає Біс… З ланцюга морозної сорвитеся, по степу до моря неситеся!» Він мчиться за Солохою, що осідлала помело, і краде місяць на небі. Однак ніяка імла не може зупинити Чуба і його кума Панаса, що задумали відвідати Дяка й скуштувати його знатну варенуху.
2 картина: Оксана милується своїм відображенням у дзеркальце. На всі гарячі визнання Вакули, що прийшов, примхлива красуня відповідає глузуваннями. Вакула через непорозуміння виганяє Чуба, що збився з дороги, із власної хати, після чого Оксана і його жене геть, хоча їй і жаль його, «і розбирає сміх».

### ІІ дія
1 картина: У хаті Солохи коло неї упадає Біс, вони танцюють гопака під музику бісенят, що вилізли із щілин у вигляді цвіркунів і тарганів. Танець переривається стукотом у двері. Входить Голова, і Біс змушений сховатися в мішок з-під вугілля. Потім та ж ситуація повторюється з Дяком, Чубом. останнім входить Вакула. Не зауважуючи надмірної ваги мішків з випадковими гостями, він звалює їх на плечі й несе в кузню.
2 картина: Колядування молоді в різдвяну ніч. Оксана при всіх повідомляє Вакулі, що піде за нього заміж лише в тому випадку, якщо він дістане їй такі черевички, які носить сама імператриця. Вакула не в силах більше терпіти уколи улюбленої й вирішує утопитися. Він несе із собою маленький мішок, у якому причаївся Біс. Молодики відкривають мішки, які залишилися, і з подивом та реготом виявляють у них Голову, Чуба й Дяка.

### ІІІ дія
1 картина: Глухе місце біля ріки. Русалки під льодом скаржаться на холод. Вакула у важкому роздумі. Зненацька із принесеного їм мішка вискакує чорт і вимагає, щоб парубок віддав йому душу за Оксану. Але Вакула, приловчившись, осідлав чорта й зажадав везти його в Петербург до цариці за черевичками.
2 картина: Приймальня в палаці. Вакула приєднується до запорожців, які в цей день повинні стати перед царицею.
3 картина: У палацовій залі звучить урочистий полонез. Ясновельможний повідомляє про перемогу російських військ. Вакула, користаючись із нагоди, випрошує собі царицині черевички. Після російського танцю й гопака гості віддаляються дивитися придворну комедію. Вакула ж верхи на чорті вирушає додому.

### IV дія
Ранок Різдва. Благовіст. Солоха з Оксаною оплакують зниклого Вакулу. Раптом з'являється Вакула, і, підтримуваний молоддю, просить у Чуба руки дочки й цього разу дістає згоду. Оксана готова вже прийняти його і без привезених черевичок. Усі славлять нареченого й наречену.